# Jukka Kajava

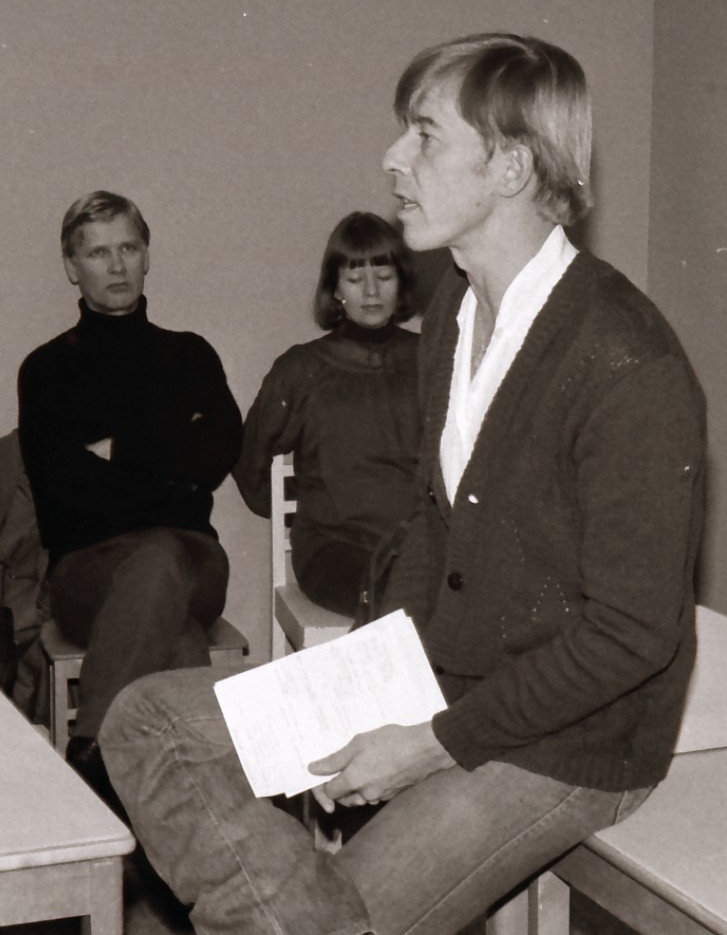
Jukka Kajava (1980).

Jukka Ilmari Kajava, född 25 februari 1943 i Uleåborg, död 16 maj 2005 i Berlin, var en finländsk journalist och regissör. 
Kajava var TV- och radiokritiker vid Helsingin Sanomat från 1968 till sin död. Han blev Finlands kanske mest inflytelserika kritiker inom sitt område, fruktad och beundrad, ofta hett omdebatterad, ibland rentav hatad. Men ändå alltid respekterad, på grund av sitt för det mesta säkra omdöme och sin djupgående kunskap om teatervärlden, tv- och radiomediet. Av stor betydelse blev även hans insats för barnkulturen. 
Kajava verkade med jämna mellanrum som regissör. Han började på Åbo svenska teater med en allt annat än konventionell Glada änkan och fortsatte sedan med regier på bland annat Helsingfors stadsteater, Intimiteatteri och Finlands nationalteater. Den av honom regisserade Master Class på Svenska Teatern 1996 blev en stor framgång. Väl mottagen blev också pjäsen om Helen Kellers barndom på samma scen. En till regifjäder i hatten fick han då han 1999 i Tammerfors regisserade operan Manon Lescaut med Karita Mattila i huvudrollen.